# پلی‌وینیل کلرید استات
پلی‌وینیل کلرید استات (به انگلیسی: Polyvinyl chloride acetate) با فرمول شیمیایی (C۲H۳Cl)n(C۴H۶O۲)m یک ترکیب شیمیایی است. که جرم مولی آن متغیر می‌باشد. شکل ظاهری این ترکیب، جامد بی رنگ است.